# Gignat
Gignat ist eine französische Gemeinde mit 254 Einwohnern (Stand: 1. Januar 2022) im Département Puy-de-Dôme in der Region Auvergne-Rhône-Alpes (vor 2016 Auvergne). Sie gehört zum Arrondissement Issoire und zum Kanton Brassac-les-Mines (bis 2015: Kanton Saint-Germain-Lembron). Die Einwohner werden Gignatois genannt.

## Geographie
Gignat liegt etwa 34 Kilometer südsüdöstlich von Clermont-Ferrand. Das Gemeindegebiet wird vom Flüsschen Lambronnet durchquert. Umgeben wird Gignat von den Nachbargemeinden Rande im Norden, Le Broc im Osten und Nordosten, Saint-Germain-Lembron im Südosten, Chalus im Süden und Südwesten, Mareugheol im Westen sowie Antoingt im Nordwesten.

## Weblinks

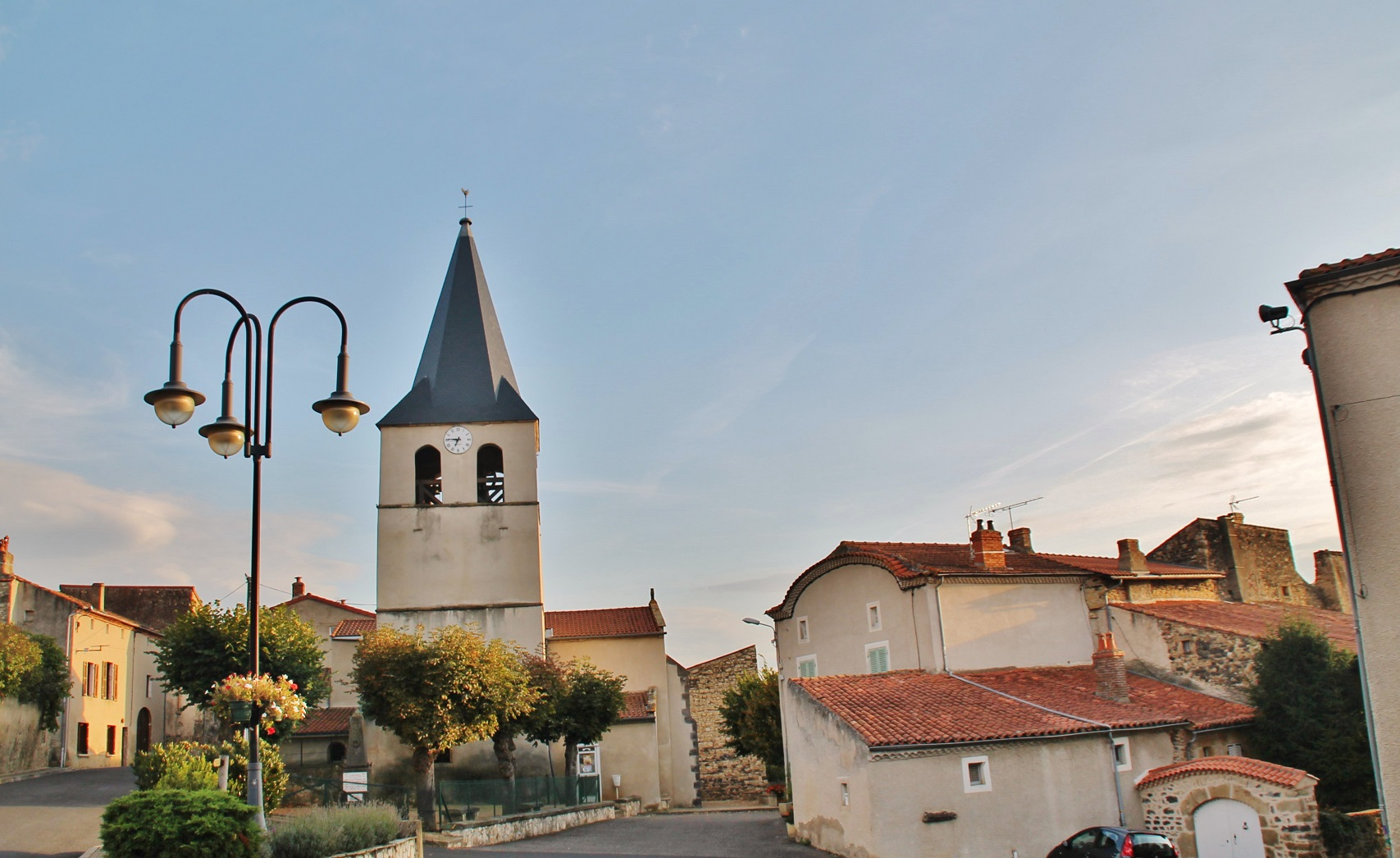
Kirche Saint-Pierre-ès-Liens

## Bevölkerungsentwicklung
| Jahr                       | 1962 | 1968 | 1975 | 1982 | 1990 | 1999 | 2006 | 2013 |
| Einwohner                  | 251  | 238  | 244  | 253  | 213  | 227  | 234  | 244  |
| Quellen: Cassini und INSEE |      |      |      |      |      |      |      |      |

## Sehenswürdigkeiten
- Kirche Saint-Pierre-ès-Liens